# Diana (zámek)
Diana je zámek ve stejnojmenné vesnici u Rozvadova v okrese Tachov. Založili jej v první polovině osmnáctého století Kolovratové. Od roku 1964 je chráněn jako kulturní památka.

## Historie
Krajina v okolí zámku Diana patřila v osmnáctém století k velkodvoreckému panství novohradské větve rodu Kolovratů. Zakladateli zámku byli pravděpodobně František Zdeněk (1659–1716) a František Václav (1689–1738) Novohradští z Kolovrat. První písemná zmínka o zámku pochází až z roku 1742 (1743 nebo už 1732). Zámek byl založen jako lovecký, a proto byl také pojmenován po Dianě, římské bohyni lovu. K zámku přiléhala obora a také anglický park.
Členům rodu patřil, s dvouletou přestávkou během druhé světové války, až do roku 1948, kdy byl zestátněn. Ve druhé polovině dvacátého století se majitelem stal tachovský okresní národní výbor, který v něm roku 1960 zřídil domov důchodců. Po sametové revoluci navštívil zámek Diana v roce 1991 jeho předválečný majitel Jindřich Kolowrat-Krakowský, kterému bylo v té době již 94 let a žil v emigraci ve Spojených státech. Po roce 1992 se mu podařilo získat zchátralý zámek v restitucích zpět do rodového majetku a později zahájila partnerka jeho syna Dominika Kolowrat-Krakowská postupnou rekonstrukci.

## Stavební podoba
Jádrem zámku je patrová čtyřkřídlá budova s půdorysem kříže. Z jejího středu vybíhá šestiboká věžovitá nástavba zastřešená kupolí. Na dvě protilehlá křídla navazují menší budovy, které jsou spojené zděnými mosty s dalšími pavilóny. K památkově chráněnému areálu patří také správní budova (čp. 10), obelisk a přírodně krajinářský park.